# Joueur français de l'année 2021
Navigation
Édition précédente Édition suivante
Le joueur français de l'année 2021 est une distinction attribuée par France Football qui récompense le meilleur footballeur français au cours de l'année civile 2021.
Il s'agit de la 63e remise du trophée du meilleur joueur français depuis 1958.

## Palmarès

### Classement officiel 2021[3]
| #  | Nom                 | Club                   | Points |
| -- | ------------------- | ---------------------- | ------ |
| 1  | Karim Benzema       | Real Madrid            | 103    |
| 2  | Kylian Mbappé       | Paris Saint-Germain    | 83     |
| 3  | N'Golo Kanté        | Chelsea FC             | 50     |
| 4  | Mike Maignan        | LOSC Lille AC Milan    | 8      |
| 5  | Kingsley Coman      | Bayern Munich          | 7      |
| 6  | Dimitri Payet       | Olympique de Marseille | 4      |
| 7  | Théo Hernandez      | AC Milan               | 2      |
| 7  | Paul Pogba          | Manchester United      | 2      |
| 9  | Gaëtan Laborde      | Stade Rennais          | 1      |
| 9  | Christopher Nkunku  | RB Leipzig             | 1      |
|    |                     |                        |        |
| 11 | Jonathan Clauss     | RC Lens                | 0      |
| 11 | Lucas Hernandez     | Bayern Munich          | 0      |
| 11 | Jules Koundé        | Séville FC             | 0      |
| 11 | Téji Savanier       | MHSC                   | 0      |
| 11 | Aurélien Tchouaméni | AS Monaco              | 0      |

N'ont pas voté : Georges Bereta (lauréat 1973 et 1974), Jean-Marc Guillou (1975), Michel Platini (1976 et 1977), Didier Deschamps (1996), Zinédine Zidane (1998 et 2002), Franck Ribéry (2007, 2008, 2013) et Yoann Gourcuff (2009).